# Brentano’s
Brentano’s (Brentano’s Literary Emporium) war eine führende Buchhandlung in New York City, die von August Brentano (1828–1886) um 1853 gegründet wurde.

## Geschichte

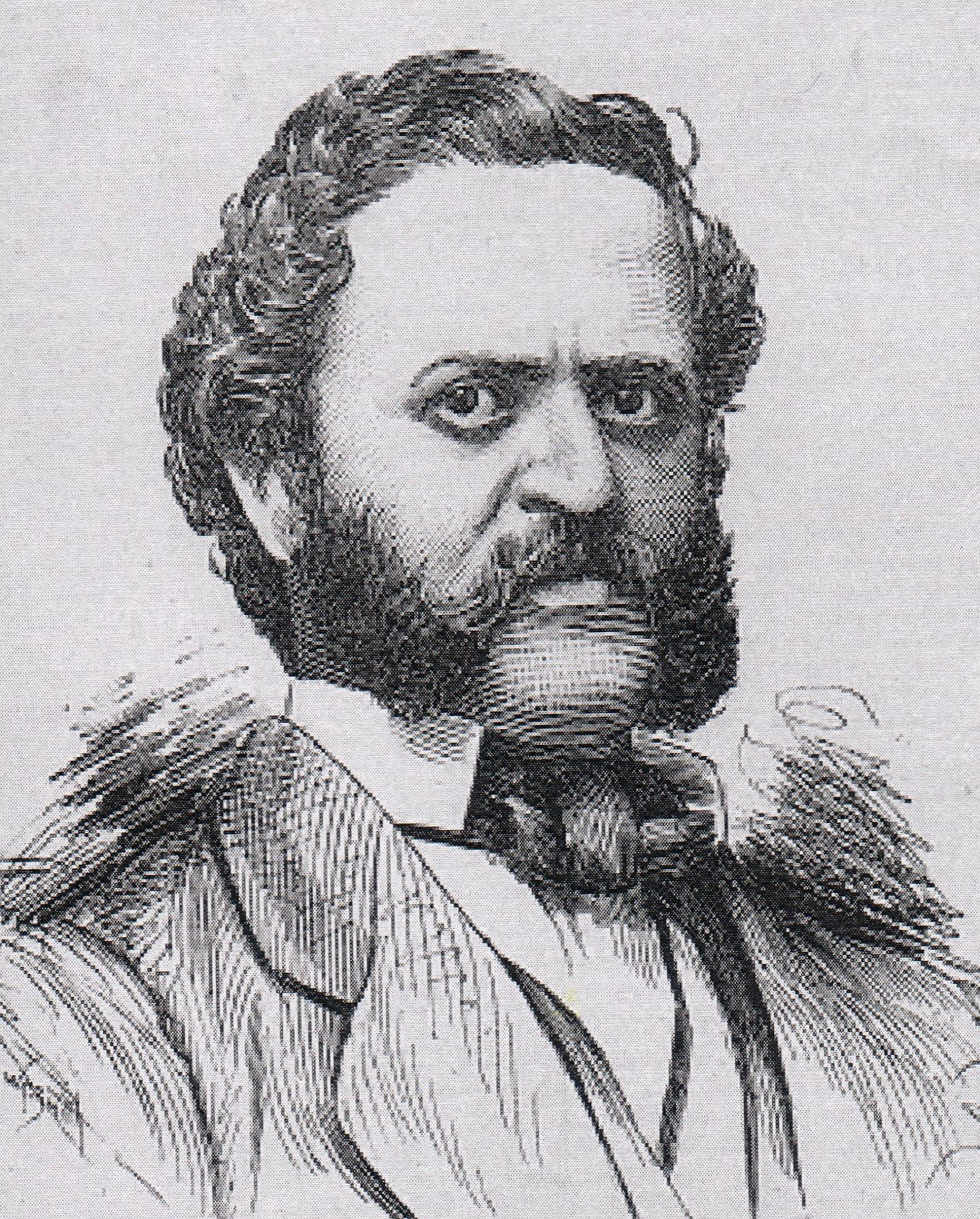
August Brentano (1828–1886)

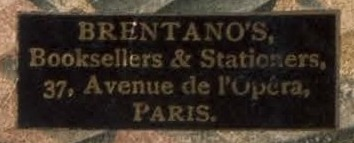
Brentano's, 1915

August Brentano war ein Österreicher aus Hohenems (Vorarlberg), der in die USA auswanderte und als Buch- und Zeitungshändler und Verleger französischer Literatur bekannt wurde. Er begann seine Tätigkeit in Boston (Massachusetts) als Zeitungsausträger. Beim Revere House in Boston hatte er einen größeren Zeitungsstand und ging dann nach New York. Bereits sein New Yorker Zeitungsstand erwies sich als Magnet und auch der später eröffnete Buchladen (Brentano’s Literary Emporium, kurz „Brentano’s“) war wegen seines breiten Angebots bekannt. Er gehörte zu den ersten Buchhändlern in den USA, die Zeitungen aus London und anderen Städten in England importierten.
Brentanos Buchhandlung war zu dieser Zeit nicht nur New Yorks größtes und führendes Geschäft, sondern lange Zeit auch eine prominente Begegnungsstätte amerikanischer Literaten. Zu Brentanos Freunden zählten unter anderem Charles Dickens und Ralph Waldo Emerson. 
1877 übernahm der Neffe August Brentano (1. August 1853 – 1899) gemeinsam mit seinen Brüdern Arthur († 1944) und Simon († 1915) das Zeitungsgeschäft und die Buchhandlung seines Onkels August in New York und es folgte eine starke Expansion. Simon Brentano war Präsident des Unternehmens bis zu seinem Tod im Jahre 1915. Danach wurde Arthur Präsident.
1883 wurde die erste Filiale des Unternehmens in Washington, D.C. eröffnet. Ein Jahr später in Chicago. Zeitweise war Brentano’s die größte Buchhandlungskette in den USA mit vier Geschäften in New York City, sowie einzelnen Geschäften in Chicago, Philadelphia, Boston und Washington, D.C. Bis 1928 hatte Brentano auch eine Filiale in London und Paris. Trotz bereits bestehender wirtschaftlicher Schwierigkeiten eröffnete Brentano’s 1930 in Pittsburgh ein weiteres Geschäft.
Eine Reorganisation des Unternehmens 1930 gelang nicht und im März 1933 musste Brentano den Konkurs erklären.
Der Finanzier (und spätere US-Botschafter) Stanton Griffis (1887–1974) und der Chicagoer Buchhändler Adolf Kroch kauften das Unternehmen. Arthur Brentano blieb weiterhin Präsidenten des Unternehmens und Stanton Griffis wurde der Vorsitzende des Vorstands. Adolf Kroch erhielt die Filiale in Chicago und das ausschließliche Recht, den Namen Brentano in den US-Staaten Illinois, Michigan, Indiana und Wisconsin zu nutzen.
Von 1936 bis 1939 arbeitete George Wittenborn bei Brentano’s.
Nach dem Tod von Arthur Brentano wurde sein Sohn, Arthur Brentano Jr., Präsident des Unternehmens, jedoch 1949 von Nixon Griffis, dem Sohn von Stanton Griffis, ersetzt. 1962 wurde das Unternehmen u. a. vom Verlag Crowell Collier erworben.
1981 beschloss das Verlagshaus Macmillan (das 1961 mit Crowell Collier fusionierte), sich von Brentano zu trennen und verkaufte das Unternehmen an Brentanos Management. Zum Zeitpunkt des Verkaufs hatte Brentano’s 28 Geschäfte mit Standorten in Boston, Washington, Atlanta, Toronto, Dallas, San Francisco und San Diego. Nicht einmal ein Jahr später mussten die neuen Eigentümer jedoch bereits Konkurs anmelden. Die Buchhandlungen in Beverly Hills, Costa Mesa und St. Louis von Brentano’s wurden nach dem Bankrott 1984 von Waldenbooks und im selben Jahr noch von Kmart gekauft. 1992 erwarb Kmart auch die Borders Group, Inc. 1994 wurde Waldenbooks, Brentano’s und Borders fusioniert und die Borders-Walden Group gegründet.
Am 18. Juli 2011 hat die Borders Group Insolvenz angemeldet und alle verbleibenden Brentano-Filialen wurden geschlossen. Eine 158-jährige Buchhändler-Geschichte endete.

## Verlag
Brentano verlegte aufgrund seiner Spezialisierung auf französische Literatur unter der Marke „Éditions Brentano’s“ viele Titel von französischen Schriftstellern im Exil während des Vichy-Regimes. Der Verlag wurde 1933 an Coward-McCann verkauft.

## Buchhandlung Brentano’s in Medien

### Film
Brentano’s wurde in folgenden Filmen erwähnt:
- Heaven Can Wait (dt.: Ein himmlischer Sünder) aus dem Jahre 1943 von Regisseur Ernst Lubitsch. Der Lebemann Henry Van Cleve (Don Ameche) trifft seine zukünftige Frau Martha Strable (Gene Tierney) im Brentano.
- einer Episode von Mad About You (dt.: Verrückt nach dir). In dieser Episode spielt Barbara Feldon eine Romanschriftstellerin.
- in einigen Episoden von Seinfeld, vor allem in „The Bookstore“.
- auch in Norman… Is That You?.